# هنريك أركتوسكي

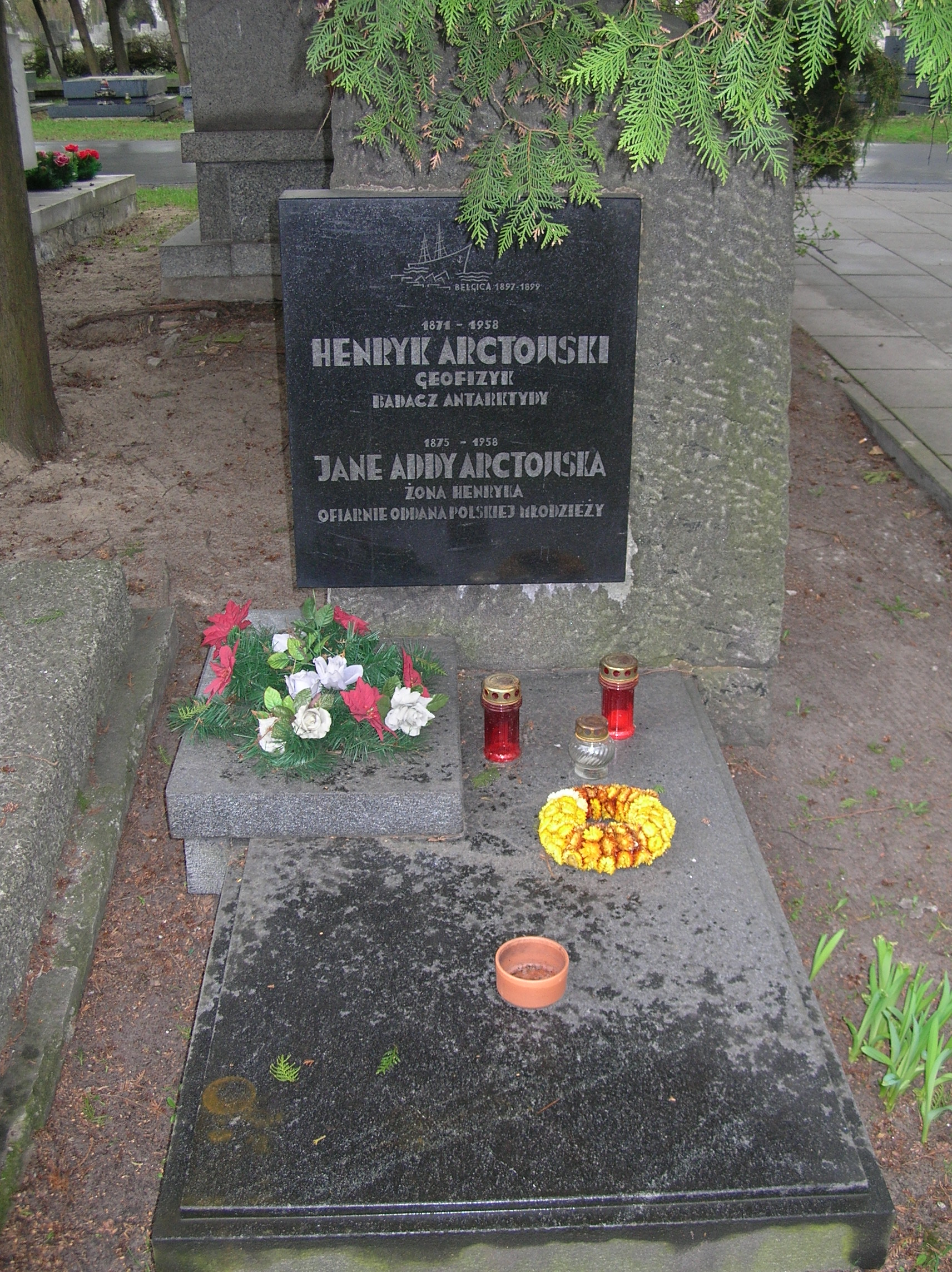
قبر هنريك أركتوسكي في وارسو

هنريك أركتوسكي (15 يوليو 1871 - 21 فبراير 1958) (بالبولندية: Henryk Arctowski)‏ اسمه عند الولادة هنريك أرتزت ، عالم جيولوجيا ومحيطات ومستكشف بولندي عاش في المنفى لفترة طويلة من عمره، وكان أحد الأشخاص الأوائل الذين قضوا فصل الشتاء في القارة القطبية الجنوبية مع البعثة البلجيكية لإستكشاف القطب الجنوبي، وأصبح عالم أرصاد جوية مشهور عالميًا. كان له دور أساسي في استعادة الاستقلال البولندي بعد الحرب العالمية الأولى. وتم تسمية العديد من المعالم الجغرافية باسمه كمحطة هنريك أركتوسكي البولندية في أنتاركتيكا وميدالية الأكاديمية الوطنية للعلوم في الفيزياء التي تسمى (ميدالية أركتوسكي) وجبل أركتوسكي.

## النشأة
ولد هنريك أركتوسكي في مدينة وارسو عاصمة بولندا في 15 يوليو 1871 لعائلة كانت تدعى عائلة أرتزت، التي جاء أجدادها إلى بولندا في القرن السابع عشر من مدينة فورتمبيرغ الألمانية. وبسبب أنه كان يتحدث باللغة البولندية في المدرسة تمت محاكمته كطالب في الجزء الذي تحتله ألمانيا من بولندا، فقرر والداه ارساله إلى مدينة لياج في بلجيكا.
في عام 1888 بدأ دراسة الرياضيات والفيزياء وعلم الفلك في جامعة لياج، ودرس لاحقا الكيمياء والجيولوجيا في جامعة السوربون. وعندما أنهى دراسته في عام 1893، عاد إلى لياج مرة أخرى حيث عمل في مختبر البروفيسور سبرنج في قسم الكيمياء حتى عام 1869. وفي عام 1893 وللتأكيد على هويته البولندية، طلب الحصول على إذن من الحكومة البلجيكية لتغيير اسمه من أرتزت إلى أركتوسكي.

## البعثة البلجيكية في القطب الجنوبي
في عام 1895 قدم طلبًا للمشاركة في البعثة البلجيكية في أنتاركتيكا، وهي أول بعثة تقضي فصل الشتاء في أنتاركتيكا. واشتملت البعثة على زملائه المستكشف النرويجي رولد أموندسن والجراح والمستكشف الأمريكي فريدريك إيه كوك. قام بمهمة تنسيق العمل العلمي وأجرى اختبارات جسدية على نفسه، بمساعدة زميله في البعثة أنطوني بوليساو دوبرولسكي.

## التكريم
أطلق اسمه لوصف ظاهرة تتشابه فيها هالة تشبه قوس قزح مع أقواس جزئية أخرى متناظرة مع القوس الرئيسي حول الشمس حيث ينكسر الضوء عبر بلورات الجليد في الغلاف الجوي، وتقديراً لعمله ومساهمته في العلوم، تم تسمية العديد من المعالم الجغرافية وغيرها بإسمه:
في القارة القطبية الجنوبية:
- قبة أركتوسكي
- خليج أركتوسكي
- شبه جزيرة أركتوسكي
- نتوء أركتوسكي الصخري - الجليدي
- قمة أركتوسكي

في سبيتسبرغن (جزيرة نرويجية مؤهولة):
- جبل أركتوسكي
- جبل أركتوسكي الجليدي

تمت أيضا تسمية محطة الأبحاث البولندية في جزيرة الملك جورج باسم «محطة هنريك أركتوسكي البولندية في أنتاركتيكا»، أما أرملته فقد أسست جائزة ميدالية أركتوسكي من خلال صندوق هنريك أركتوسكي (صندوق خيري أنشأ تكريما له ويحمل اسمه)، التي تمنح كل سنتين من قبل الأكاديمية الوطنية للعلوم عن «دراسات في فيزياء الشمس والعلاقات الشمسية الأرضية.»  .قامت البحرية البولندية أيضا بتسمية سفينة المسح الخاصة بها ب «أو آر بي أركتوسكي» تكريما له.